# Omiš
Omiš este un oraș în cantonul Split-Dalmația, Croația, având o populație de 14.936 de locuitori (2011).

## Demografie
Componența etnică a orașului Omiš
     Croați (98,55%)
     Necunoscut (0,16%)
     Neclasificat (1,06%)
Componența confesională a orașului Omiš
     Catolici (95,65%)
     Fără religie și atei (1,65%)
     Necunoscută (1,21%)
     Alte religii (1,49%)
Conform recensământului din 2011, orașul Omiš avea 14.936 de locuitori. Din punct de vedere etnic, majoritatea locuitorilor (98,55%) erau croați. Apartenența etnică nu este cunoscută în cazul a 0,16% din locuitori. Din punct de vedere confesional, majoritatea locuitorilor (95,65%) erau catolici, cu o minoritate de persoane fără religie și atei (1,65%). Pentru 1,21% din locuitori nu este cunoscută apartenența confesională.